# Venom: Lethal Protector
Venom: Lethal Protector es una serie limitada de cómics de seis números que presenta a Eddie Brock/Venom, publicada por Marvel Comics, desde febrero de 1993 hasta julio de 1993. Fue escrito por David Michelinie e ilustrado principalmente por Mark Bagley, aunque Ron Lim y el entintador de series Sam de la Rosa dibujaron los últimos tres números.
Por primera vez, Eddie Brock recibió una serie en la que era el personaje principal, y se mostró la progresión de Venom de villano a antihéroe. Lethal Protector sirvió como la primera serie limitada en explorar los antecedentes de Brock antes de convertirse en Venom.

## Historia
Antes de que comience la historia, Venom hace un acuerdo con Spider-Man de que se dejarán en paz, con la condición de que Venom no cometa ningún delito. Venom luego se muda de la ciudad de Nueva York a San Francisco, y se une a un grupo de gente topo californiana . Poco después, Orwell Taylor, el padre de una de las víctimas de Venom, lo busca con un grupo de mercenarios superpoderosos para vengarse.
Spider-Man, al ver una cobertura engañosa de Venom en la televisión, se dirige a San Francisco para enfrentarlo y, en cambio, termina luchando junto a Venom contra cinco nuevos descendientes del Simbionte de Venom. Debido a las habilidades de reproducción asexual del simbionte, la Fundación Vida logró extraer "semillas" de Venom y acelerarlas para convertirse en: Scream, Phage, Riot, Lasher y Agony .

## Fundación vida
Dirigida por Carlton Drake, la Fundación Life era una organización involucrada en estudios científicos ilegales empeñados en crear una sociedad utópica futurista que pudiera resistir un evento apocalíptico. Cerca del final de la Guerra Fría, la fundación creía que el resultado final sería un holocausto nuclear; destruyendo la civilización moderna. Su creencia llevó a la creación de un gran refugio nuclear para sus clientes.

## Simbiontes de la Fundación Vida
Scream, también conocida como Donna Diego, nació a través de un procedimiento experimental realizado a la fuerza en Venom por la siniestra Life Foundation. Antes de ser elegida para albergar al simbionte, Donna Diego fue guardia de seguridad de la Fundación Life encargada de proteger los edificios y comunidades de la fundación para una utopía futura.
Riot, también conocido como Trevor Cole, era un mercenario contratado por Life Foundation para defender la futura utopía de la fundación. Se ofreció como voluntario para ser uno de los cinco simbiontes extraídos a la fuerza por Venom. Junto con los otros cuatro simbiontes, Riot se enfrentó a Spider-Man y Venom. Después de su confrontación, Eddie Brock recuperó su simbionte Venom y usó el acelerador metabólico para derrotar a los cinco convirtiéndolos en polvo. Peor que sus hermanos, Riot era extremadamente agresivo y carecía de simpatía. El simbionte de Riot hizo su debut en vivo en la película Venom de 2018. 
Phage, alias Carl March, era un mercenario empleado por la Fundación Life para servir como "guardias" de la comunidad para la que se estaba preparando la siniestra compañía. Proclamándose a sí mismo como el líder de los cinco simbiontes, Phage y el resto de sus "hermanos" fueron extraídos a la fuerza de un Venom capturado. Para probar sus nuevas habilidades, los descendientes lucharon contra Spider-Man mientras Venom estaba incapacitado. Un atributo único de Phage es su capacidad para lanzar proyectiles desde su simbionte y convertirlos en una sustancia ácida lo suficientemente fuerte como para derretir el metal. Al igual que sus hermanos, Phage se encontró con la misma desaparición cuando Eddie Brock usó el acelerador y derrotó a las crías.
Lasher, alias Ramón Hernández, era un mercenario contratado empleado por la siniestra Life Foundation. Junto con los otros simbiontes, Lasher se enfrentó a Spider-Man y Venom. Derrotar a Spider-Man y Venom serviría como la prueba final para los cinco y demostraría cuán efectivos son como "guardias". Sin embargo, una vez que Eddie Brock y Venom se volvieron a unir, Venom usó el acelerador metabólico para convertirlos en polvo. Exclusivo de Lasher, posee la capacidad de producir múltiples zarcillos y azotar a sus oponentes.
Agony, también conocida como Leslie Gesneria, fue elegida por la Fundación Life para albergar un simbionte y convertirse en "guardias" de la organización. Con los esfuerzos combinados de sus contrapartes, Agony atacó a Spider-Man y Venom. No lo suficiente para frustrar a los héroes, Venom usó el acelerador metabólico y aceleró la edad de los simbiontes dejando sus restos en polvo. Agony posee la capacidad de usar su metabolismo para producir un ácido que puede escupir a sus oponentes. El líquido ácido puede quemar casi cualquier cosa.

## Ediciones recopiladas
En julio de 1995, la serie se recopiló en un libro de bolsillo con una nueva portada de Simon Bisley (ISBN 0-7851-0107-1). En febrero de 2011, la serie se reimprimió en una nueva segunda edición de bolsillo, completa con una nueva portada (utilizando la misma portada que el número 5 de la serie) (ISBN 978-0-7851-5847-9). En febrero de 2018, se lanzó una nueva edición de bolsillo de tercera edición, que tiene la misma portada que el número 1 de la serie como portada del libro (ISBN 978-1-3029-1176-8).

## En otros medios

### Películas
- La historia de Lethal Protector sirve como una de las dos historias para la base de la trama de la película Venom de 2018 junto con Planet of the Symbiotes, según lo confirmado por el director Ruben Fleischer y el actor Tom Hardy.[8] Sin embargo, a pesar de que Lethal Protector sirve como una de las dos historias, la película no incluye a Spider-Man.[9] Al igual que con el cómic original, Venom está ambientado en San Francisco, tiene a Life Foundation y Carlton Drake como antagonista, e incluye al simbionte Riot.
- La secuela de 2021 Venom: Let There Be Carnage continúa la historia que comenzó en la película de 2018. En Let There Be Carnage, Venom y Eddie Brock comienzan a aceptar su papel de antihéroe, refiriéndose a sí mismos como "The Lethal Protector" a lo largo de la película.
- La última entrega de la trilogía, Venom: El último baile (2024), concluye la historia que comenzó con la película de 2018.

### Literatura
- La historia recibió una novelización en 2018 escrita por James R. Tuck, como complemento a la película de 2018 .